# Březová (Úmonín)
Březová (německy Birken) je malá vesnice, část obce Úmonín v okrese Kutná Hora. Nachází se asi 1,5 km na jihozápad od Úmonína v katastrálním území Březová u Úmonína o rozloze 2,03 km².

## Historie
První písemná zmínka o Březové pochází z roku 1318. Dějiny vesnice ve čtrnáctém a patnáctém století jsou úzce spojeny s vlastníky zdejší tvrze, která byla vrchnostenským sídlem zdejšího malého panství. Tvrz před koncem patnáctého století zanikla a březovský statek byl připojen k Malešovu. U něho ves zůstala do roku 1570, kdy ji koupil majitel Jan Salava z Lípy a připojil k Úmonínu. Někdy poté se vrátila zpět k Malešovu a v roce 1655 byla převedena ke Koroticím. Spolu s nimi se později stala součástí křesetického panství.
V roce 1932 měla Březová 139 obyvatel a byly v ní hostinec, mlýn, obchod se smíšeným zbožím a trafika. Řemeslo provozoval, kovář, obuvník a rolník.

## Přírodní poměry
Na severovýchodním okraji obce (vpravo od silnice na Úmonín), na Opatovickém potoku, se rozkládá Březovský rybník, který má vodní plochu 6,6 hektaru, celkový objem 130 tisíc metrů krychlových a retenční objem 45 tisíc metrů krychlových.

## Pamětihodnosti
Na jihovýchodním okraji vesnice se dochovaly nepatrné stopy tvrziště po březovské tvrzi, které byla v průběhu čtrnáctého a patnáctého století zdejším panským sídlem.

## Osobnosti
Ve vsi se snad mohl roku 1370 narodil Vavřinec z Březové. Jeho narození zde však nelze doložit a v době jeho narození vesnice vladykům z Březové nepatřila. Byl kronikářem husitského hnutí, mezi jehož díla patří Píseň o vítězství u Domažlic (pojednání o bitvě u Domažlic) a Husitská kronika.

## Fotogalerie

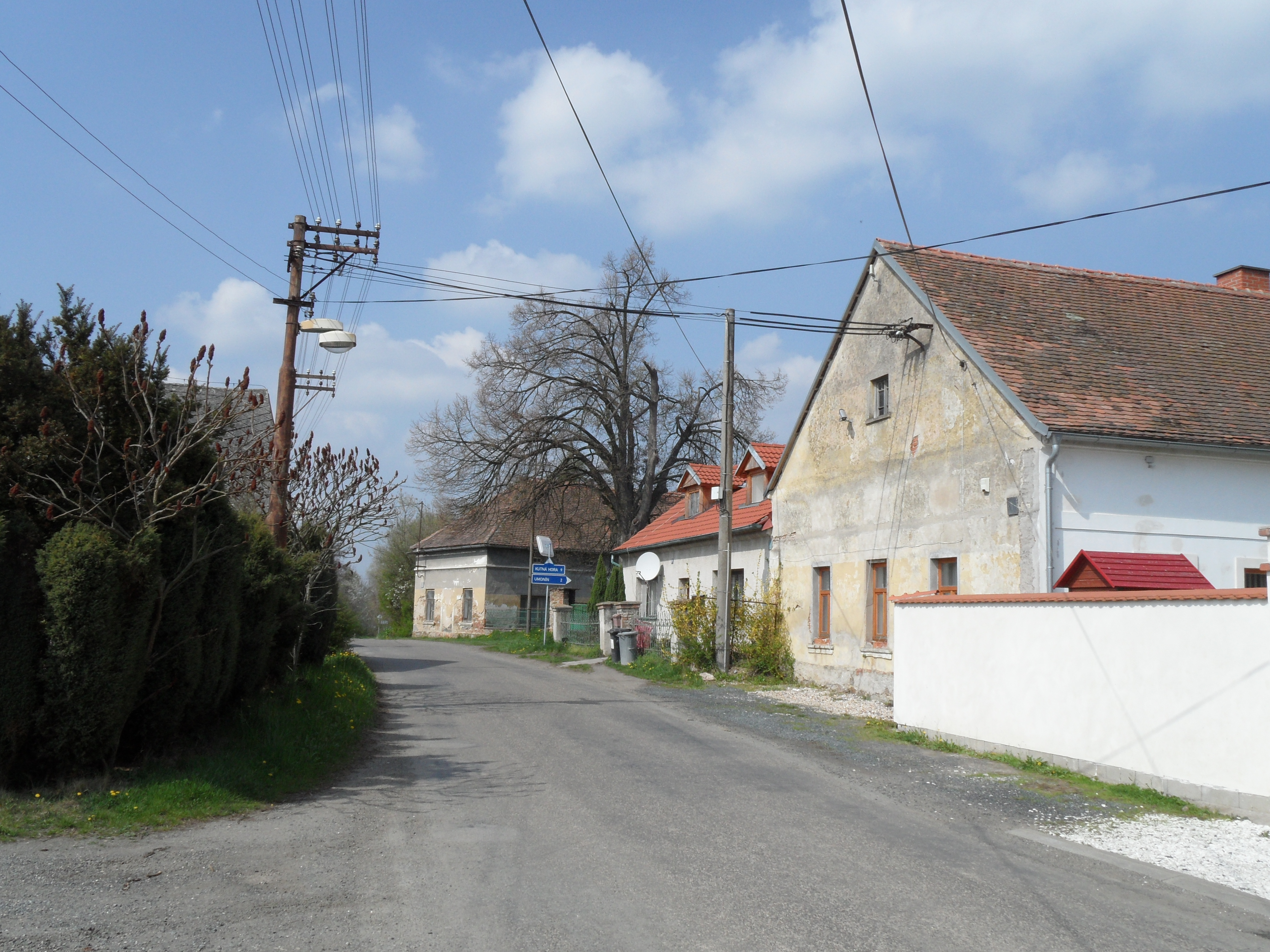
Domy směrem ke křižovatce
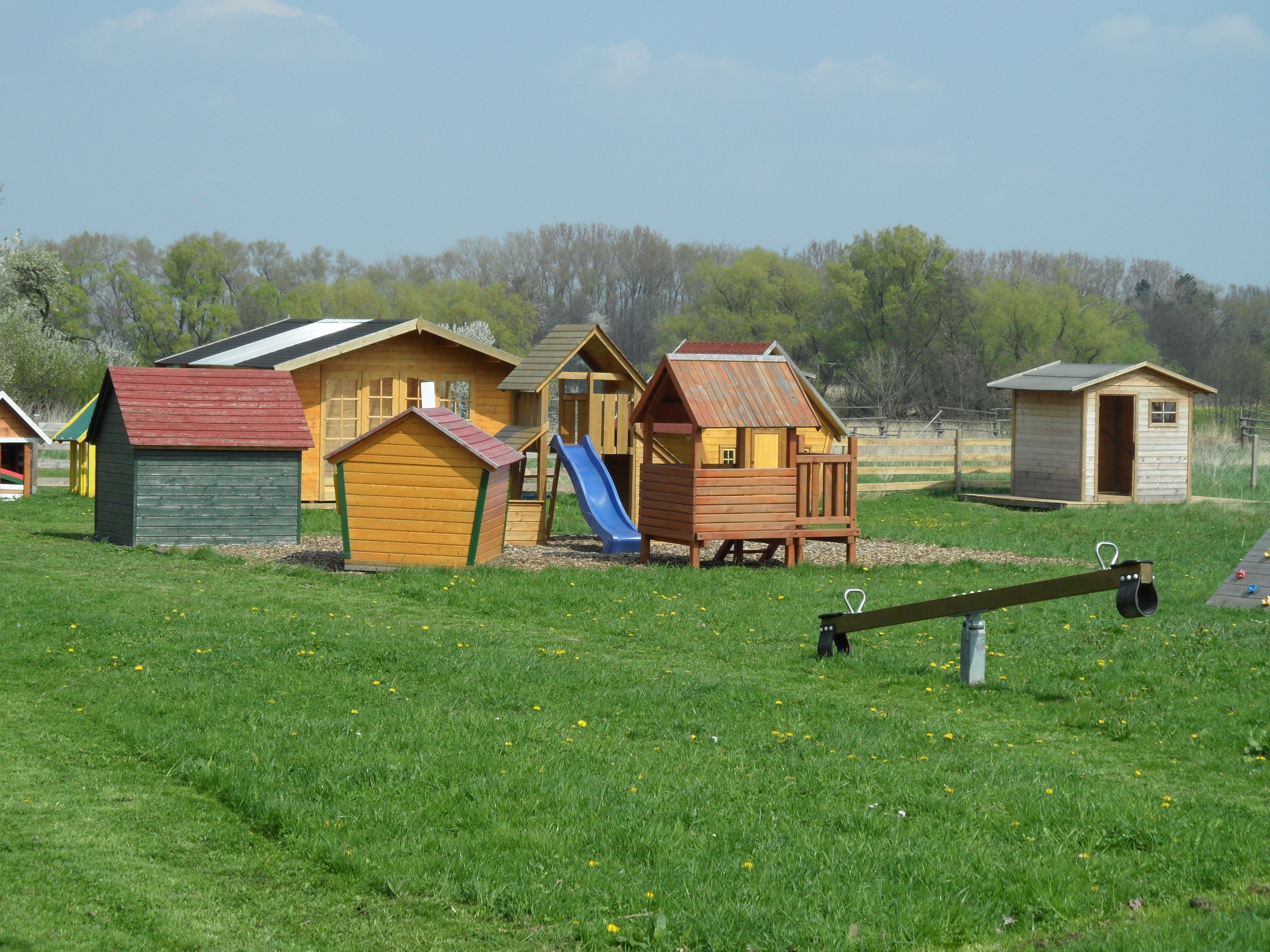
Dětské hřiště
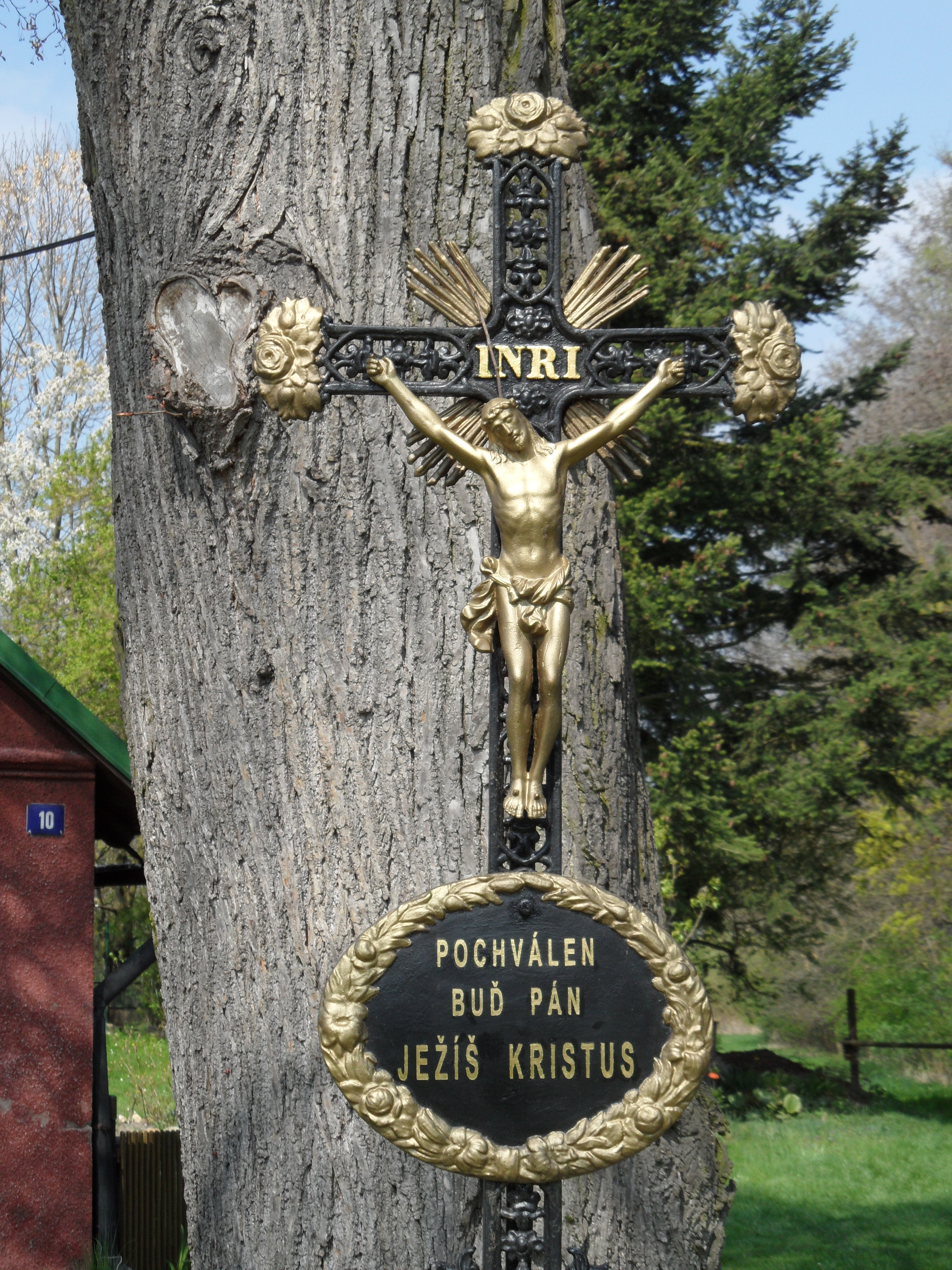
Detail křížku
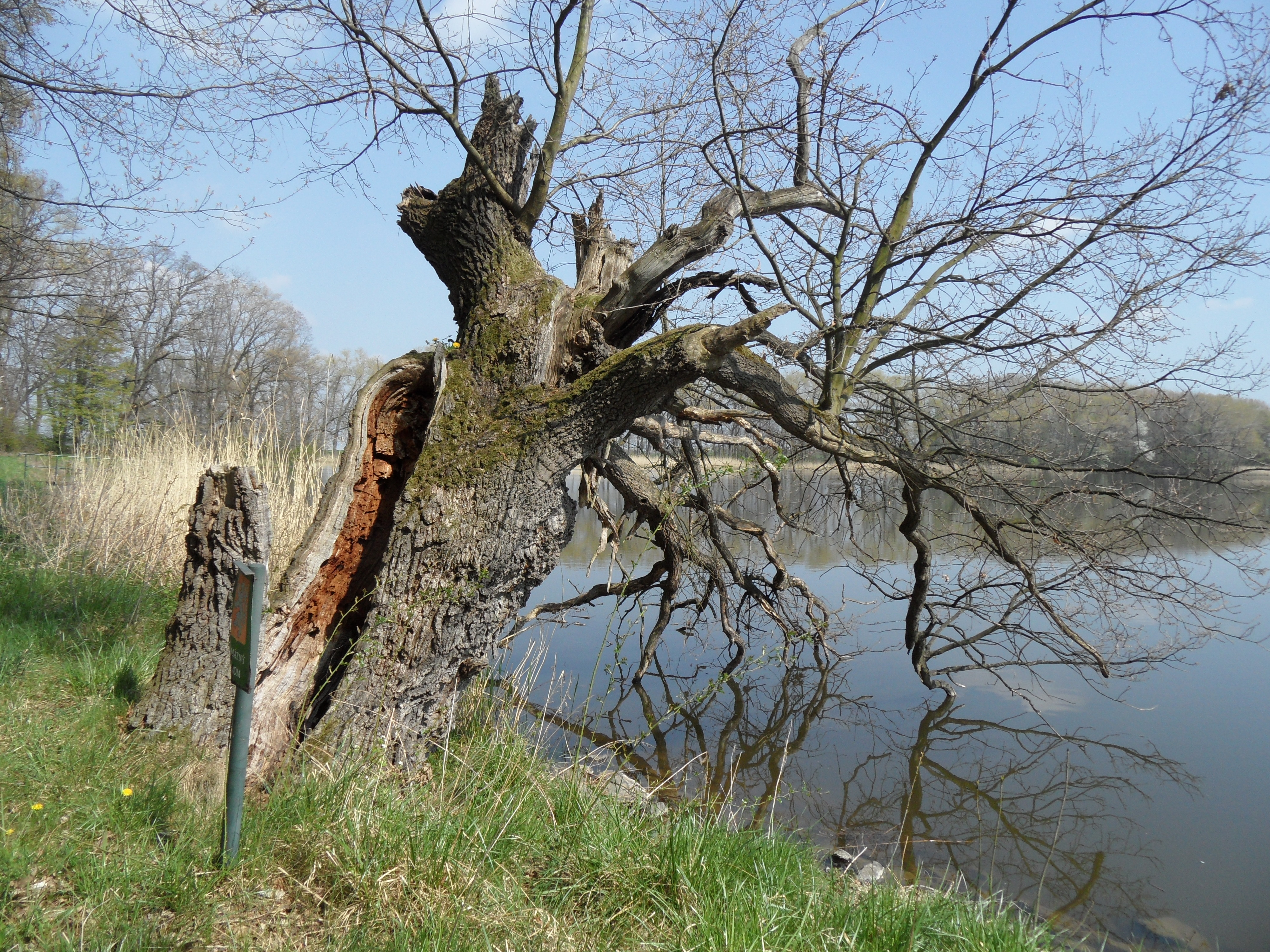
Torzo památného stromu na hrázi Březovského rybníka